# El pequeño mundo
El Pequeño Mundo es el cuarto álbum en español e internacional de la presentadora brasileña Xuxa. Se publicó en el año 1994 en España, en otros países de Sudamérica, Estados Unidos y México. Después de una época turbulenta en los Estados Unidos y las débiles ventas de la colección "Todos Sus Éxitos" en el país, Xuxa se detiene y se concentra en grabar dos discos a la vez: Sexto Sentido y "El Mundo Pequeño", cada con su propia producción. "Sexto Sentido", editado en Brasil, con rápidas ventas superiores a 1,5 millones de copias, a su vez su versión latina, "El Pequeño Mundo" poco a poco vende en América Latina y Europa sobre 400 000 copias, lo cual fueron grandes ventas ya que había estado ausente casi un año en el mercado hispano y no vendió tan bien como sus últimos dos álbumes (Xuxa 3 y Todos Sus Éxitos). Este álbum está compuesto por versiones en español de algunas canciones de "Sexto Sentido", una versión en español de "Grito De Guerra" de Chiclete com Banana, y una versión bossa nova de "El Pato" de João Gilberto, y la canción inédita "Muy Pequeño El Mundo (It's A Small World)","Que Si, Que No" y "Voy Salir Del Reventón". El álbum marca el cambio de sello latino de Xuxa ya que hasta entonces los derechos eran controlados por Globo Records, pasando a lanzar los álbumes bajo el sello de Universal Music (Polygram / Mercury). En Chile, el álbum debutó en el segundo lugar entre los 10 primeros. Actualmente este álbum se encuentra descatalogado.

## Lista de canciones
| N.º | Título                                      | Duración |  |
| 1.  | «Juego De La Rima»                          | 5:53     |  |
| 2.  | «Happy Si»                                  | 4:04     |  |
| 3.  | «Grito De Guerra»                           | 3:33     |  |
| 4.  | «Danza De Las Estrellas»                    | 4:31     |  |
| 5.  | «Es De Chocolate»                           | 4:53     |  |
| 6.  | «Un Pato»                                   | 2:59     |  |
| 7.  | «Reír Es El Mejor Remedio»                  | 3:40     |  |
| 8.  | «Muy Pequeño El Mundo (It's A Small World)» | 4:44     |  |
| 9.  | «El Paso Del Amor»                          | 3:57     |  |
| 10. | «Sexto Sentido»                             | 5:01     |  |
| 11. | «Que Si, Que No»                            | 3:35     |  |
| 12. | «Solo Faltas Tú»                            | 3:29     |  |
| 13. | «Voy A Salir De Reventón»                   | 3:19     |  |
| 14. | «Palomitas De Maíz»                         | 3:26     |  |
| 15. | «Soy Feliz»                                 | 4:22     |  |

## Créditos del álbum
- Dirección artística: Manuel Calderón
- Proyecto gráfico: Xuxa Meneghel y Reinaldo Waisman
- Dirección y realización: Michael Sullivan
- Asistente de producción: Tania Mahon
- Dirección de voz en español: Graciela Carballo
- Dirección de voz: Akiko Endo (japonés), Ugo Chiarato (italiano), Corinne Merkin (francés), Hagai Goian (hebreo)
- Grabación del coro adulto: Crescent Moon Studio
- Coro: Rodolfo Castillo, Georgina Cruz, César Nascimento, Jorge Noriega, Wendy Pederson y Rita Quinter
- Ingeniero de voz y coro adulto: Carlos Álvarez
- Arreglo y preparación de teclados: Marcello Azevedo
- Guitarra eléctrica: César Nascimento
- Arreglos de metales: Ed Calle y Rodolfo Castillo
- Músicos: Ed Calle, Tony Concepción, Dana Teboe, Tim Barnes, Glenn Basham, Rafael Elvira, Joan Falgen, PH
- Grabación del coro infantil: Art Sullivan Home Studio, Castle Recording Studio
- Coro infantil: Anthony Carvajal, Giovanni de Paz, Juliana Lima, Mingyar Maya, Manuel Pascual, Jessy Lin Pólo, Liza Quintana
- Ingenieros: Marcello Azevedo, Alfredo Matheus, Carlos Álvarez
- Asistentes: Sebastian Krys, Alfredo Matheus
- Grabación de metales: A Studio
- Mezclas en Crescent Moon: Antonio Moog Canazio
- Fotos: Luis Crispino
- Vestuario: Willis Ribeiro
- Pelo: Márcia Regina Elias
- Maquillaje: Roberto Fernandes